# Massacre de Peterloo
Le massacre de Peterloo (ou bataille de Peterloo) eut lieu le 16 août 1819 sur le terrain de St Peter's Fields à Manchester en Angleterre (Royaume-Uni) lorsque la cavalerie chargea une manifestation pacifique de 60 000 à 80 000 personnes rassemblées pour demander une réforme de la représentation parlementaire.
Après la fin des guerres napoléoniennes en 1815, des périodes de famine et de chômage chroniques s'installent dans le pays, exacerbées par les Corn Laws. Au début de l'année 1819, la pression générée par ces conditions économiques associées à la faible représentation parlementaire du nord de l'Angleterre avait entrainé une montée du radicalisme politique. En réponse, la Manchester Patriotic Union, un groupe soutenant une réforme parlementaire, organisa une manifestation à laquelle le célèbre orateur Henry Hunt devait participer.
Peu après le début du rassemblement, les magistrats locaux firent appel aux autorités militaires pour qu'elles arrêtent Hunt et plusieurs de ses soutiens et qu'elles dispersent la foule. La cavalerie chargea la foule sabre au clair et dans la panique qui s'ensuivit, 18 personnes moururent et entre 400 et 700 furent blessées. Le massacre reçut le nom de Peterloo en une référence ironique à la bataille de Waterloo qui avait eu lieu quatre ans auparavant.
L'historien Robert Poole (en) qualifie ce drame comme « l'événement décisif de son époque ». Les journaux de Londres et de tout le pays relayèrent l'horreur et la désapprobation ressenties dans la région de Manchester. La conséquence immédiate de Peterloo fut le vote par le parlement britannique des Six Acts (en) qui limitaient très fortement la liberté de rassemblement et le droit de manifester. Le massacre entraîna directement la fondation du journal The Manchester Guardian (aujourd'hui The Guardian) mais n'accéléra pas la réforme parlementaire. Dans un sondage mené par The Guardian en 2006, Peterloo arriva en deuxième place après les débats de Putney comme l'événement de l'histoire du Royaume-Uni qui méritait le plus un mémorial ou un monument convenable.
Pendant un certain temps, Peterloo n'a été commémoré que par une plaque bleue, critiquée comme étant insuffisante et ne faisant référence qu'à la « dispersion par les militaires » d'une assemblée. En 2007, le conseil municipal a remplacé la plaque bleue par une plaque rouge avec une formulation moins euphémique, faisant explicitement référence à « un rassemblement pacifique » étant « attaqué par de la cavalerie armée » et mentionnant « 15 morts et plus de 600 blessés ». En 2019, à l'occasion du 200e anniversaire du massacre, le conseil municipal de Manchester a inauguré un nouveau mémorial de Peterloo par l'artiste Jeremy Deller, comportant onze cercles concentriques de pierre locale gravés des noms des morts et des lieux d'où venaient les victimes.

## Contexte

### Suffrage
En 1819, le Lancashire était représenté par deux membres du parlement. Le droit de vote était réservé aux propriétaires terriens masculins et les votes ne pouvaient être réalisés que dans la ville de Lancaster par déclaration publique. Les limites des circonscriptions électorales étaient obsolètes et les prétendus « bourgs pourris » avaient une influence démesurée sur la politique britannique comparée à leur population ; Old Sarum dans le Wiltshire n'avait qu'un seul électeur qui élisait deux membres du parlement de même que Dunwich au Suffolk qui au début du XIXe siècle avait vu son territoire presque complètement englouti par la mer. Les principaux centres urbains du Lancastre, Manchester, Salford, Bolton, Blackburn, Rochdale, Ashton-under-Lyne, Oldham et Stockport, avec une population combinée de près d'un million d'habitants, étaient représentés par les deux parlementaires du comté de Lancashire ou les deux du Cheshire dans le cas de Stockport. En comparaison, plus de la moitié de l'ensemble des parlementaires étaient élus par seulement 154 électeurs. Ces inégalités dans la représentation au parlement menèrent à des demandes de réformes.

### Économie
Après la fin des guerres napoléoniennes en 1815, un bref essor dans l'industrie textile fut suivi par des périodes de dépression économique chronique. Les tisserands qui pouvaient espérer gagner 15 shillings pour une semaine de travail en 1803, virent leur salaire tomber à 5 shillings en 1818. Les industriels qui réduisaient les salaires sans offrir de compensations accusaient les forces du marché générées par les suites des guerres napoléoniennes. Mais l'une des principales sources de contestation étaient les Corn Laws qui imposaient des droits de douane sur les importations de céréales pour protéger les producteurs anglais. Le prix de la nourriture augmenta et le peuple fut forcé d'acheter des céréales plus coûteuses et de moins bonne qualité et cela entraîna des périodes de famine et de chômage chronique augmentant le désir de réforme politique, notamment dans le Lancashire,.
Les syndicats, assimilés à des sociétés secrètes, sont interdits et en être membre entraine une déportation en Australie. Au début de l'année 1819, la pression générée par les mauvaises conditions économiques était à son paroxysme et avait augmenté la popularité du radicalisme politique parmi les tisserands du Sud-Lancashire. En réponse, une « grande assemblée » fut organisée par la Manchester Patriotic Union, un groupe politique demandant une réforme parlementaire pour améliorer le manque de représentation du nord de l'Angleterre. Le secrétaire du groupe, Joseph Johnson, écrivit au célèbre orateur radical Henry Hunt pour lui demander de présider un grand rassemblement devant se tenir à Manchester le 2 août 1819. Dans sa lettre, Johnson écrivit :

« La ruine et la famine nous crève les yeux [dans les rues de Manchester et des villes alentour], l'état de ce district est véritablement abominable et je crois que seul le plus grand effort pourrait prévenir une insurrection. Ô que vous à Londres y soient préparés. »

Johnson et Hunt l'ignoraient mais la lettre avait été interceptée par les espions du gouvernement et recopiée avant d'être transmise à son destinataire. Le contenu fut interprété comme la planification d'une insurrection et le gouvernement répondit en ordonnant au 15e régiment de hussards de se déployer à Manchester.

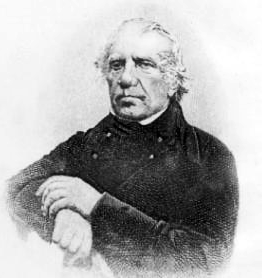
Samuel Bamford mena un groupe de sa ville natale de Middleton à St Peter's Field. À la suite de son emprisonnement pour incitation à l'émeute, il devint une voix influente d'une réforme radicale.

Le grand rassemblement public planifié le 2 août fut repoussé au 9 août. Le Manchester Observer rapporta que l'intention de la manifestation était de « prendre en considération le mode le plus rapide et le plus efficace d'obtenir une réforme radicale dans Chambre des Communes du parlement » et de « considérer la justesse des "Habitants Non-Représentés de Manchester" à élire une personne pour les représenter au parlement ». Les magistrats locaux, menés par William Hulton, avaient été avertis par le secrétaire d'État à l'Intérieur, Henry Hobhouse, que l'« élection d'un membre du parlement sans l'accord du roi » était un méfait grave et celui-ci les encouragea à déclarer le rassemblement illégal.

### Répétitions
Bien que l'interdiction de la manifestation du 9 août ait été conçue pour décourager les radicaux, Hunt et ses partisans étaient déterminés à se rassembler. Un nouveau rassemblement fut planifié pour le 16 août après que le nouveau secrétaire d'État à l'Intérieur, Lord Sidmouth, eut écrit aux magistrats en leur indiquant que ce n'était pas l'intention d'élire un parlementaire qui était illégale mais l'exécution de cette intention.
La presse avait fréquemment moqué les rassemblements précédents des ouvriers du fait de leur apparence dépenaillée et sale et de leur comportement désorganisé. Les organisateurs étaient déterminés à faire en sorte que les participants au rassemblement de St Peter's Field soient bien habillés et y arrivent en bon ordre. Samuel Bamford, un radical local qui mena un groupe de Middleton à la manifestation, écrivit qu'« il a été jugé opportun que cette réunion soit aussi moralement efficace que possible et qu'elle doive présenter un spectacle tel qu'on en avait encore jamais vu en Angleterre ». Des instructions furent données aux différents comités rassemblant les manifestants afin que « la propreté, la sobriété, l'ordre et la paix » et une « interdiction de toutes les armes » soit observés tout au long de la manifestation. Chaque contingent s'entraina et répéta dans les champs autour de Manchester, ce qui aggrava les inquiétudes des autorités. Un espion rapporta que « 700 hommes s'entrainèrent à Tandle Hill aussi bien que ne le ferait un régiment de l'armée ». Une proclamation royale interdisant les exercices fut affichée le 3 août à Manchester.

## Rassemblement

### Préparatifs
St Peter's Field était un croft (une parcelle de terre ouverte) le long de Mount Street qui avait été dégagé pour permettre de construire la dernière section de Peter Street. Des tas de broussailles avaient été placés à la fin du terrain près de la mission quaker mais le reste du terrain était dégagé. Thomas Worrell, l'assistant du topographe, arriva pour inspecter le champ à 7 h. Son travail était de retirer tout ce qui pourrait être utilisé comme arme et il enleva « environ un quart de charrette de pierres ».
Le lundi 16 août 1819 était une chaude journée d'été avec un ciel bleu sans nuages. Le beau temps augmenta certainement la taille de la foule car rejoindre Manchester depuis les villages alentour dans la pluie et le froid aurait été beaucoup moins attrayant.
Les magistrats de Manchester se rencontrèrent à 9 h pour prendre le petit-déjeuner au Star Inn de Deansgate et considérer les actions à prendre à l'arrivée d'Henry Hunt au rassemblement. À 10 h 30, ils n'étaient arrivés à aucun accord et se rendirent à une maison du coin sud-est de St Peter's Field d'où ils pourraient observer la manifestation. La peur d'une émeute voire d'une insurrection était présente et un nombre important de troupes régulières et de miliciens fut déployé. La présence militaire était composée des 600 hommes du 15e régiment de hussards ; plusieurs centaines de fantassins ; une unité du Royal Horse Artillery avec deux canons de six livres (2,7 kg) ; 400 hommes de la yeomanry du Cheshire ; 400 agents de police et 120 cavaliers du Manchester and Salford Yeomanry ; cette dernière était une unité de milice relativement inexpérimentée recrutée parmi les commerçants locaux dont la plupart étaient publicains. La yeomanry était différemment décrite comme les « jeunes membres en armes du parti Tory » et comme des « têtes brulées qui s'étaient portés volontaires du fait de leur intense haine du radicalisme ».
La British Army au nord était sous le commandement du général Sir John Byng. Lorsqu'il avait appris que le rassemblement était prévu pour le 2 août, il avait écrit au Département de l'Intérieur pour indiquer qu'il espérait que les magistrats de Manchester montreraient de la fermeté :

« Je serai prêt à y aller, et j'aurais dans ce quartier, qui se trouve à moins d'une journée de marche, 8 escadrons de cavalerie, 18 compagnies d'infanterie et les canons. Je suis sûr que je peux ajouter à la Yeomanry si nécessaire. J'espère donc que les autorités civiles ne seront pas dissuadées de faire leur devoir. »

La nouvelle date du 16 août coïncidait cependant avec les courses de chevaux de York, un événement mondain auquel Byng était inscrit à deux courses. Il écrivit à nouveau au Département de l'Intérieur pour indiquer qu'il serait prêt à être au commandement à Manchester le jour de la manifestation si on pensait que cela était vraiment nécessaire, il avait une confiance absolue en son commandant adjoint, le lieutenant-colonel Guy L'Estrange.

### Manifestation
La foule qui s'était rassemblée à St Peter's Field était arrivée en groupe disciplinés et organisés. Chaque village ou paroisse avait reçu une heure et un lieu pour se rassembler, d'où les contingents se rendaient dans les villes plus importantes jusqu'à Manchester. Les contingents venaient de toute la région dont le plus grand et le "mieux habillé" comprenait 10 000 personnes issues d'Oldham, Royton (avec une importante section féminine), Crompton, Lees, Saddleworth et Mossley. D'autres contingents venaient de Middleton, Rochdale (6 000 personnes) et Stockport (1 500-5 000 personnes). Les évaluations de taille de la foule au rassemblement varient grandement. Les contemporains l'estimaient de 30 000 à 150 000 ; les estimations modernes sont de 60 000 à 80 000. Le spécialiste Joyce Marlow décrit l'événement comme « la grande manifestation ayant jamais eu lieu en Grande-Bretagne » et avance que le nombre généralement accepté de 60 000 représentait 6 % de la population du Lancashire ou la moitié de la population de la région autour de Manchester.
La manifestation était conçue par ses organisateurs et ses participants pour être pacifique ; Henry Hunt avait exhorté tous les participants à venir "armés sans autres armes que leur conscience" et beaucoup portaient leurs "plus beaux vêtements du dimanche". Samuel Bamford rapporte l'incident suivant qui eut lieu lorsque le contingent de Middleton atteignit les faubourgs de Manchester :

« Sur le bord d'un champ ouvert sur notre gauche, j'aperçus un homme qui nous observait attentivement. Il me fit signe et je suis allé vers lui. Il était l'un de mes anciens employeurs. Il prit ma main, et de manière inquiète mais amicale, me dit qu'il espérait qu'aucun dégât ne soit provoqué par les personnes arrivant dans la ville. Je lui dit : "Je m'engage sur ma vie de leur caractère pacifique" et lui demanda "s'ils ressemblaient à des personnes voulant enfreindre la loi ? N'étaient-ils pas, au contraire, de décents chefs de famille ?" "Non, non", lui dis-je, "mon cher monsieur et ancien maitre respecté, si des violences avaient lieu, elles seraient causées par des hommes d'une autre trempe que celle-ci". Il m'a dit qu'il était très heureux de me l'entendre dire, il était heureux de me voir et satisfait de la manière dont je m'étais exprimé. J'ai demandé, pense-t-il que nous devrions être arrêtés lors de la manifestation ? il a dit qu'il pensait que non, "alors tout se passera bien" lui dis-je ; nous nous quittâmes en nous serrant la mains et nous souhaitant bonne chance et je repris ma place dans le groupe. »

Bien que certains observateurs, comme le révérend W. R. Hay, président du tribunal local de Salford, avancèrent que la « part active des manifestants venaient de tout le pays », d'autres comme John Shuttleworth, un industriel du textile local, estimaient que la plupart venaient de Manchester, une vision qui serait ensuite renforcée par la liste des victimes. Sur les victimes dont on connaissait le lieu de résidence, 61 % vivaient à moins de 5 km du centre de Manchester. Certains groupes portaient des bannières avec les textes « Pas de Corn Laws », « Parlement Annuel », « Suffrage Universel » et « Vote par Bulletin Secret ». La seule bannière connue existant toujours se trouve dans la bibliothèque publique de Middleton. Elle était portée par Thomas Redford, qui fut blessé par un sabre. Faite de soie verte avec « Liberté et Fraternité » écrit en lettres dorées sur un côté et « Unité et Force » sur l'autre.

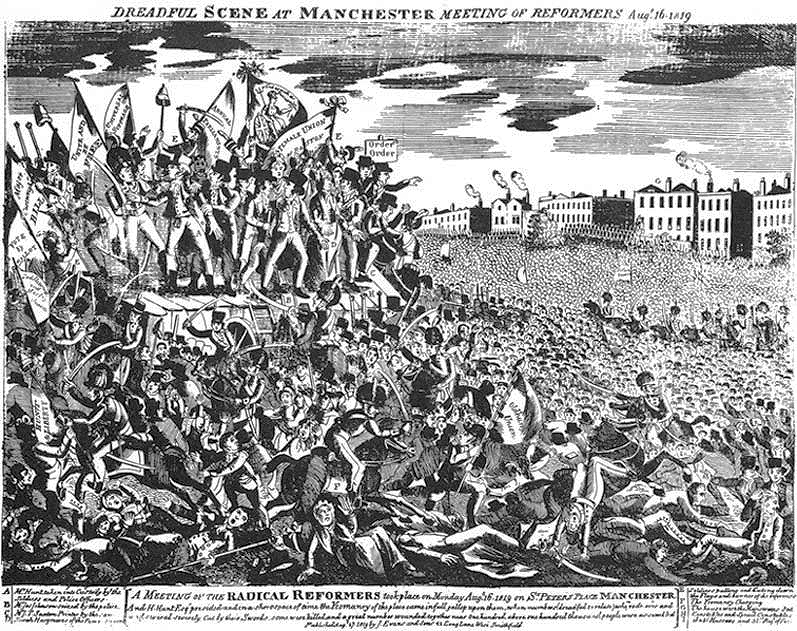
Gravure du 27 août 1819 représentant l'arrestation d'Henry Hunt par les policiers.

Vers midi, plusieurs centaines de policiers arrivèrent sur le terrain. Ils formèrent deux lignes dans la foule séparées de quelques mètres dans une tentative pour former un corridor entre le podium formé de deux charrettes attachées ensemble et la maison depuis laquelle les magistrats observaient la manifestation. Croyant que ce serait le chemin que prendraient les policiers pour arrêter les orateurs, certains membres de la foule éloignèrent les charrettes et formèrent une barrière humaine.
L'attelage de Hunt arriva au rassemblement peu après 13 h et il se fraya un chemin à travers la foule. Aux côtés de Hunt sur le podium des orateurs se trouvaient, John Knight, un industriel du coton et réformateur, Joseph Johnson, l'organisateur du rassemblement, John Thacker Saxton, le rédacteur en chef du Manchester Observer, l'éditeur Richard Carlile et George Swift, cordonnier et réformateur. Il y avait également plusieurs journalistes comme John Tyas du The Times, John Smith du Liverpool Echo et Edward Baines Jr, le fils du rédacteur en chef du Leeds Mercury. À ce moment, St Peter's Field d'une superficie de 11 706 m2, était occupé par des dizaines de milliers d'hommes, de femmes et d'enfants. La foule autour des orateurs était si dense que "leurs chapeaux semblaient se toucher" ; de larges groupes de spectateurs curieux s'étaient rassemblés autour de la foule. Le reste de la ville de Manchester ressemblait à une ville fantôme avec des rues et des commerces déserts.

## Charge
William Hulton, le président des magistrats observant la manifestation depuis une maison sur le côté de St Peter's Field, vit l'enthousiasme de la foule à l'arrivée d'Henry Hunt et cela le poussa à agir. Il délivra un mandat d'arrêt contre Henry Hunt, Joseph Johnson, John Knight et James Moorhouse. À la remise du mandat au chef de la police, Jonathan Andrews, ce dernier offrit son opinion selon laquelle la presse autour de la foule rendrait l'aide militaire nécessaire à son exécution. Hulton écrivit alors deux lettres, l'une au major Thomas Trafford, l'officier de la Manchester and Salford Yeomanry Cavalry et l'autre au commandant militaire de la région de Manchester, le lieutenant-colonel Guy L'Estrange. Le contenu des deux lettres était similaire :

« Monsieur, en tant que président du comité des magistrats, je vous demande de vous rendre immédiatement au 6 de Mount Street, où les magistrats sont rassemblés. Ils considèrent la puissance civile comme totalement inadéquate pour maintenir l'ordre. Votre honneur, & c. Wm. Hulton. »

Les lettres furent envoyées à deux cavaliers. La Manchester and Salford Yeomanry était stationnée à une faible distance de Portland Street et elle reçut la lettre en premier. Ils sortirent immédiatement leurs sabres et galopèrent vers St Peter's Field. L'un des soldats, dans une tentative effrénée pour rattraper le groupe, renversa une femme dans Cooper Street, ce qui entraina la mort de l'enfant qu'elle portait dans ses bras. William Fildes, âgé de deux ans, fut la première victime de Peterloo.
Soixante cavaliers de la Manchester and Salford Yeomanry, menés par le capitaine Hugh Hornby Birley, un propriétaire d'usine, arrivèrent à la maison où se trouvaient les magistrats ; certains rapports avancent qu'ils étaient saouls. Andrews, le chef de la police, dit à Birley qu'il avait un mandat d'arrestation et qu'il avait besoin d'aide pour l'exécuter. Birley reçut l'ordre d'emmener sa cavalerie dans la foule pour permettre l'arrestation des orateurs ; il était alors 13 h 40.

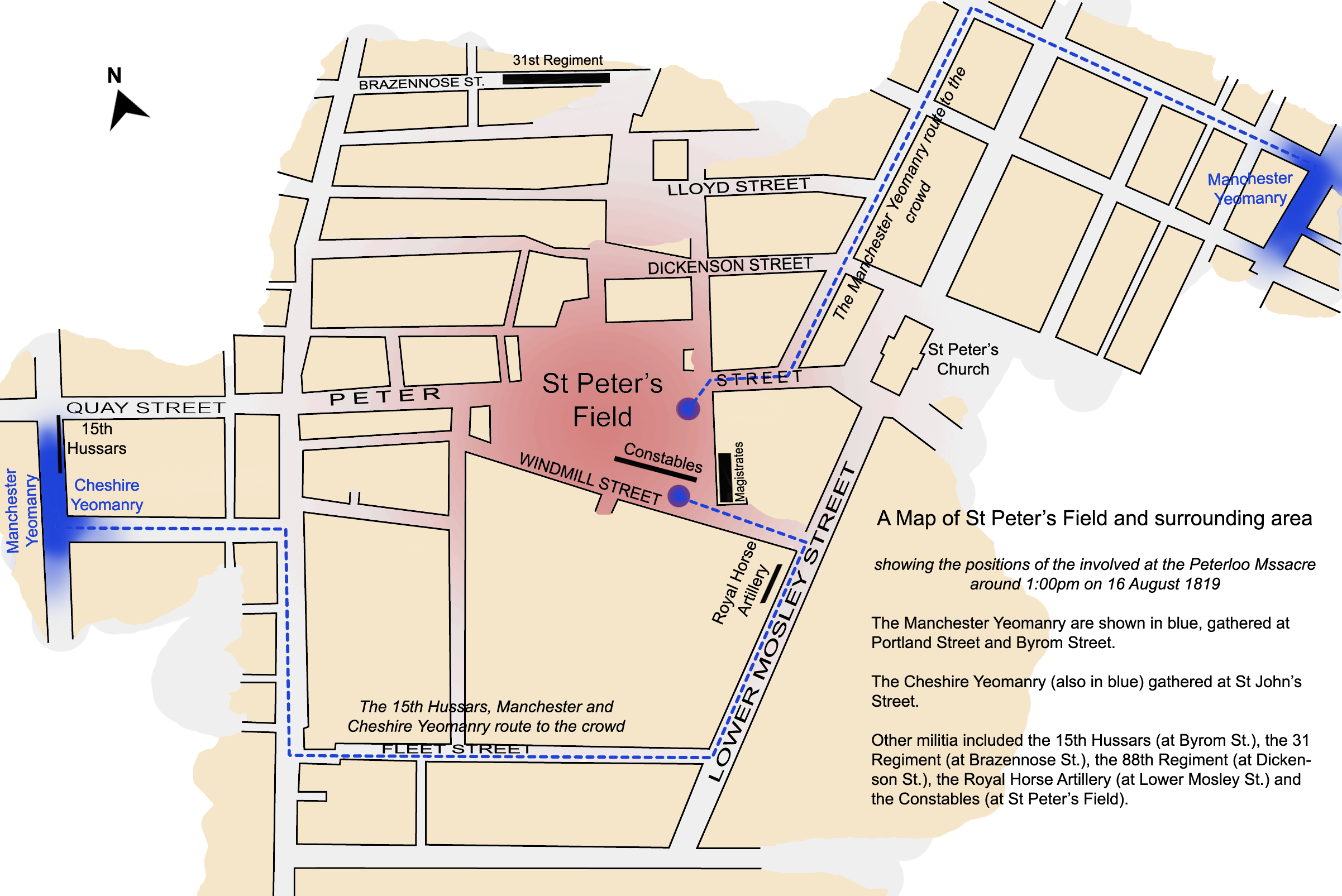
Carte de St Peter's Field et du quartier alentour le 16 août 1819.

Le passage vers le rassemblement entre les policiers était étroit et au fur et à mesure que les chevaux inexpérimentés pénétraient de plus en plus profondément dans la foule, ils se cabrèrent et chutèrent tandis que les manifestants tentaient de se dégager. Le mandat d'arrestation avait été donné à l'inspecteur de police, Joseph Nadin, qui suivait la yeomanry. Alors que les cavaliers approchaient de l'estrade, ils furent immobilisés dans la foule et dans la panique ils commencèrent à sabrer au hasard. À son arrivée sur le podium, Nadin arrêta Hunt, Johnson et plusieurs autres dont John Tyas, le journaliste du The Times. Selon Tyas, la progression de la yeomanry à travers la foule avait provoqué une pluie de briques et de pierres, ce qui poussa les cavaliers à "perdre tout leur tempérament". Leur mission d'exécuter l'arrestation étant achevée, ils commencèrent à détruire les bannières portées par les manifestants.
De son point de vue privilégié, William Hulton, vit la situation comme une attaque contre la yeomanry et à l'arrivée de L'Estrange à 13 h 50 à la tête de ses hussards, il lui ordonna de disperser la foule en disant « Bon Dieu, ne voyez-vous pas qu'ils attaquent la yeomanry ; dispersez la manifestation ! ». Le 15e régiment de hussards forma une ligne le long de l'extrémité orientale de St Peter's Field et chargea dans la foule. À peu près au même moment le Cheshire Yeomanry chargea depuis le coin sud du terrain. Initialement la foule eut des difficultés pour se disperser car les principales voies d'évacuation étaient bloquées par le 88e régiment de fantassins portant des baïonnettes. L'un des officiers du 15e régiment de hussards essaya de calmer les cavaliers de la Manchester and Salford Yeomanry à présent hors de contrôle qui « coupaient tout ce qu'ils pouvaient atteindre » : « Quelle honte ! Quelle honte ! Messieurs: abstenez-vous, abstenez-vous ! Les gens ne peuvent pas sortir ! ».
Cependant, à la fin de la dispersion de la foule qui avait duré près de dix minutes au prix de 11 morts et de 600 blessés. Seuls les blessés, leurs aides et les morts restaient sur place. Une femme vivant à proximité dit qu'elle vit « une grande quantité de sang ». Durant quelques heures, il y eut des émeutes dans les rues dont les plus graves eurent lieu à New Cross ; les soldats ouvrirent le feu sur une foule attaquant un magasin appartenant à une personne qui aurait pris l'une des bannières en souvenir. L'ordre ne fut pas restauré à Manchester avant le lendemain matin et à Stockport et Macclesfield, les affrontements continuèrent jusqu'au soir. Il y eut une grande émeute à Oldham lors de laquelle une personne fut blessée par balles.

## Victimes

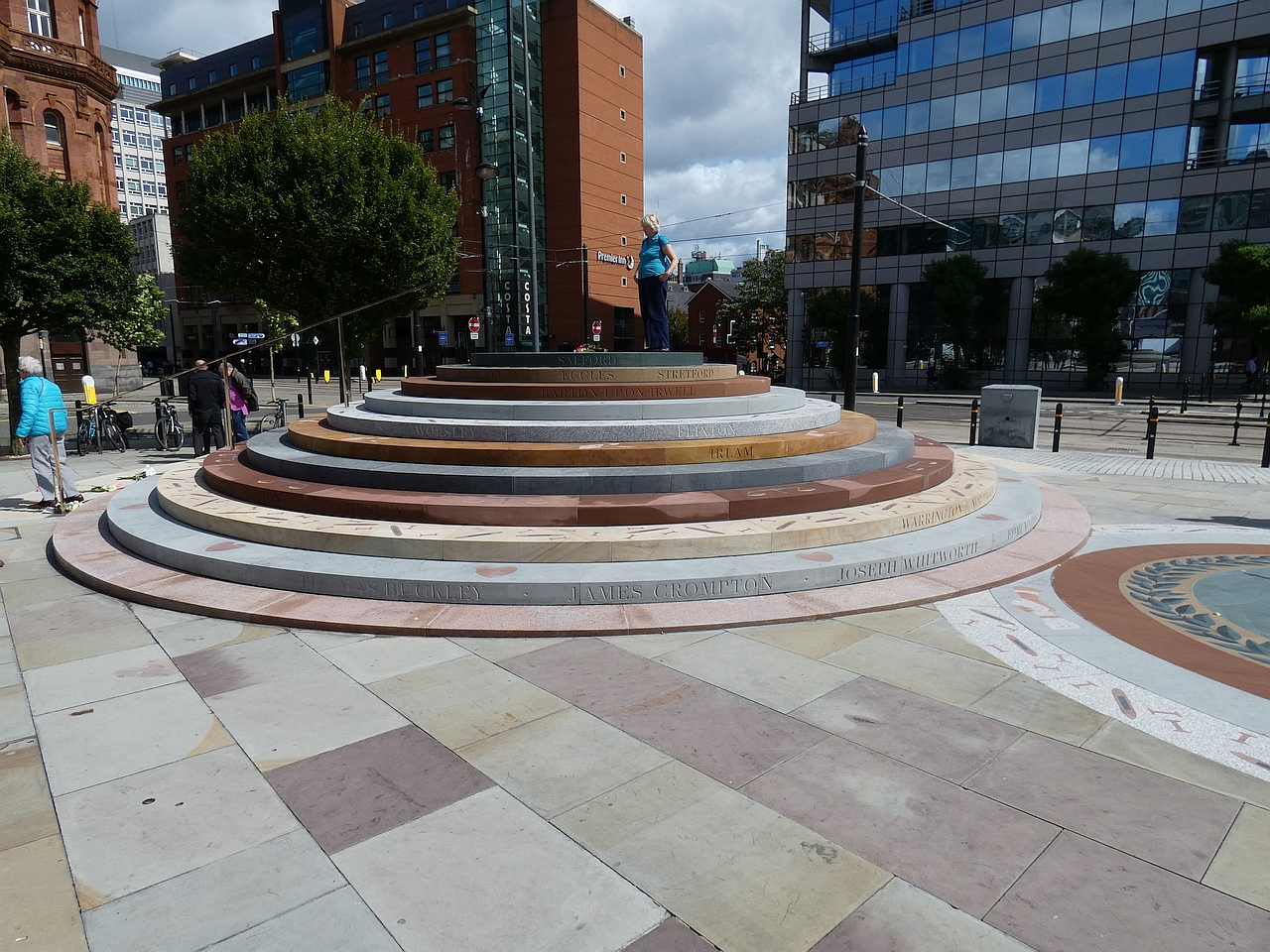
Monument aux personnes tuées dans le massacre

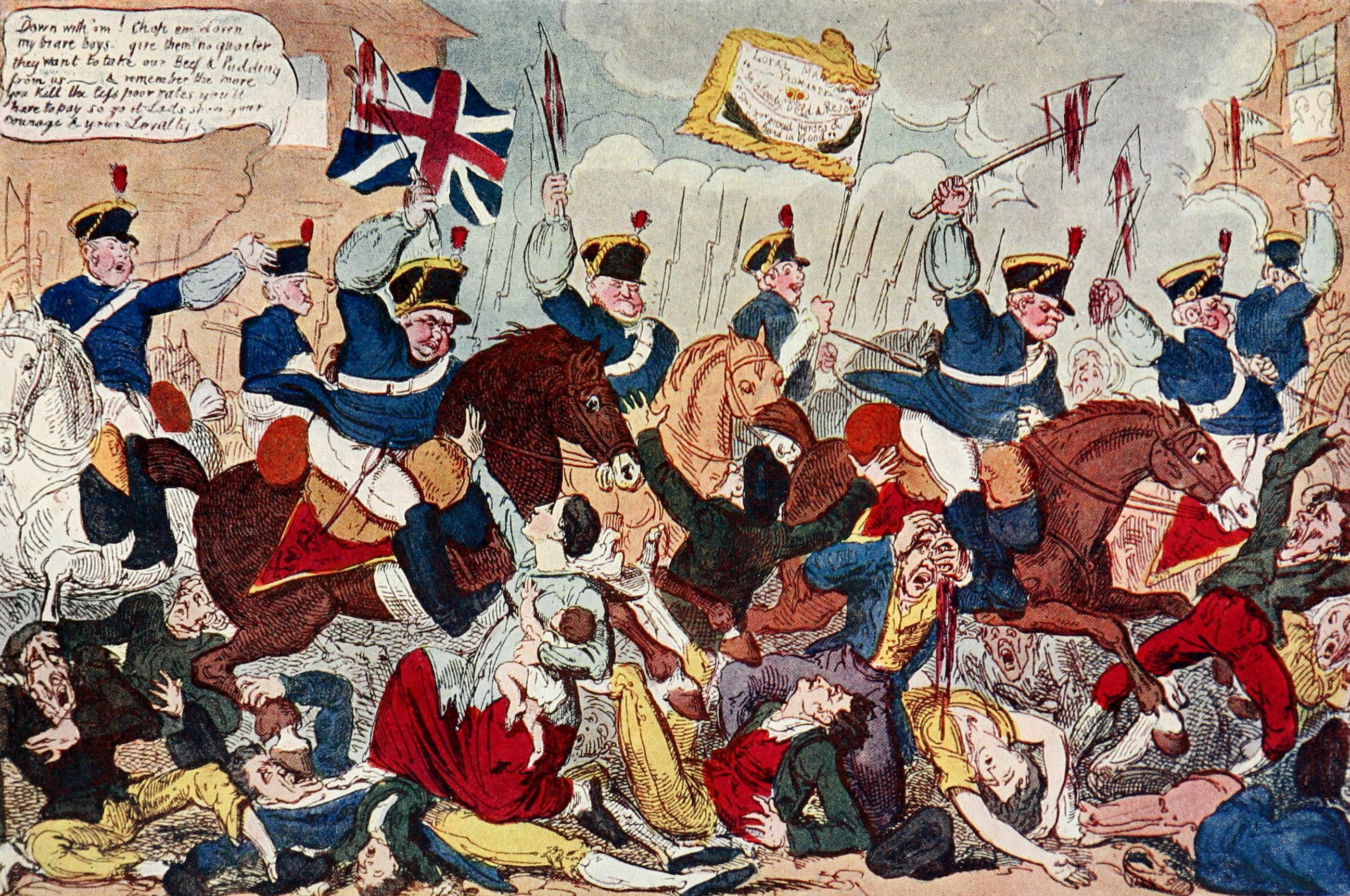
Caricature de George Cruikshank représentant la charge : le texte précise : Finissez-les ! Hachez-les mes braves : ne leur donnez aucune chance car ils veulent prendre votre bœuf et votre pudding ! ---- et rappelez-vous plus vous tuez, mieux vous serez notés alors allez-y les gars et montrez votre courage et votre loyauté !

Le nombre exact des tués et des blessés à Peterloo n'a jamais été établi avec certitude. Les sources évoquent entre 11 et 15 tués et de 400 à 700 blessés. Le Manchester Relief Comittee, un organisme mis en place pour offrir un soutien aux victimes de Peterloo, parle de 420 blessés tandis que les sources radicales avancent 500 victimes. Le véritable nombre est difficile à estimer car beaucoup de blessés cachèrent leurs blessures par peur de représailles des autorités. Trois des six enfants de William Marsh travaillant dans l'usine appartenant au capitaine Hugh Birley de la Manchester Yeomanry perdirent leur emploi car leur père avait participé à la manifestation. James Lees fut admis à l'hôpital de Manchester avec de graves blessures causées par un sabre mais il refusa les traitements et fut renvoyé chez lui après qu'il eut refusé d'"admettre qu'il en avait assez des manifestations de Manchester" ce que le chirurgien lui demandait avec insistance.
Une caractéristique particulière du rassemblement de Peterloo était le nombre de femmes présentes sur place. Les sociétés réformatrices féminines avaient été formées au nord-ouest de l'Angleterre aux mois de juin et de juillet 1819 et elles étaient les premières en Grande-Bretagne. Beaucoup d'entre elles portaient des vêtements blancs distinctifs et certaines formaient des contingents entièrement féminins avec leurs propres bannières. Sur les 654 victimes enregistrées, au moins 168 étaient des femmes et quatre d'entre elles moururent à St Peter's Field ou ultérieurement des suites de leurs blessures. Il a été estimé qu'au moins 12 % des manifestants étaient des femmes, ce qui suggère que les femmes avaient trois fois plus de chance d'être blessées que les hommes. Richard Carlile avança que les femmes étaient spécialement visées, une vision apparemment soutenue par le grand nombre des victimes.
Onze des décès eurent lieu à St Peter's Field. Certains, comme John Lees d'Oldham, moururent ensuite de leurs blessures et d'autres comme Joshua Whitworth furent tués dans les émeutes qui suivirent la dispersion de la foule.
| Victimes de Peterloo | Victimes de Peterloo   | Victimes de Peterloo | Victimes de Peterloo                                                       | Victimes de Peterloo | Victimes de Peterloo |
| Nom | Résidence              | Date de la mort      | Cause                                                                      | Notes | Réf(s).              |
| --- | ---------------------- | -------------------- | -------------------------------------------------------------------------- | --- | -------------------- |
| John Ashton | Cowhill, Oldham        | 16 août              | Sabré et piétiné par la foule                                              | Portait le drapeau noir des syndicats de Saddleworth, Lees et de Mossley portant l'inscription "La taxation sans représentation est injuste et tyrannique. PAS DE CORN LAWS". Le jury d'enquête conclut à une mort accidentelle. Son fils, Samuel, reçut 20 shillings en compensation. | ,                    |
| John Ashworth | Bulls Head, Manchester |                      | Sabré et piétiné                                                           | Ashworth était un agent de police, vraisemblablement involontairement frappé par un cavalier. | [ 51 ]               |
| William Bradshaw | Lily-hill, Bury        |                      | Abattu par un tir de mousquet                                              | | ,                    |
| Thomas Buckley | Baretrees, Chadderton  |                      | Sabré et frappé avec une baïonnette                                        | | ,                    |
| Robert Campbell | Miller Street, Salford | 18 août              | Lynché par une foule à Newton Lane                                         | Campbell était un agent de police | [ 60 ]               |
| James Crompton | Barton-upon-Irwell     |                      | Piétiné par la cavalerie                                                   | Enterré le 1er septembre | ,                    |
| Edmund Dawson | Saddleworth            |                      | Mort de ses coups de sabres à l'hôpital royal de Manchester                | | [ 51 ]               |
| William Dawson | Saddleworth            |                      | Sabré et piétiné                                                           | | [ 51 ]               |
| Margaret Downes | Manchester             |                      | Sabré                                                                      | | [ 62 ]               |
| William Evans | Hulme                  |                      | Piétiné par la cavalerie                                                   | Evans était un agent de police | [ 63 ]               |
| William Fildes | Kennedy St, Manchester | 16 août              | Renversé par la cavalerie                                                  | Âgé de deux ans, il fut la première victime du massacre. Sa mère le portait lorsqu'elle fut renversée par un cavalier galopant vers St Peters Field. | [ 51 ]               |
| Mary Heys | Oxford Rd, Manchester  | 17 décembre          | Renversée par la cavalerie                                                 | Mère de six enfants et enceinte lors de la manifestation. Elle mourut de ses blessures lors de l'accouchement prématuré. | ,                    |
| Sarah Jones | 96 Silk St, Salford    |                      | Aucune cause fournie par Marlow mais Frow avance une "contusion crânienne" | Mère de sept enfants. Elle fut frappée à la tête par la matraque d'un policier. | ,                    |
| John Lees | Oldham                 | 9 septembre          | Sabré                                                                      | Lees était un vétéran qui avait participé à la bataille de Waterloo. | [ 51 ]               |
| Arthur Neil | Pidgeon St, Manchester |                      | Hémorragie interne                                                         | | [ 51 ]               |
| Martha Partington | Eccles                 |                      | Jeté en prison où il mourut                                                | | [ 51 ]               |
| John Rhodes | Pits, Hopwood          | 18 ou 19 novembre    | Blessure au sabre sur la tête                                              | Le corps de Rhodes fut disséqué sur demande des magistrats pour prouver que sa mort n'était pas le résultat de Peterloo. Le rapport du médecin légiste indique une mort de causes naturelles.                                                                                          | ,                    |
| Joshua Whitworth |                        | 20 août              | Abattu à New Cross.                                                        | | [ 51 ]               |
| Dans son livre de 1969, The Peterloo Massacre, Joyce Marlow suggère que William et Edmund Dawson de Saddleworth pourraient être la même personne. |                        |                      |                                                                            | |                      |

## Réactions et conséquences

### Publiques
Le massacre de Peterloo a été considéré comme l'un des événements fondateurs de son époque. La plupart des témoins du massacre dont les artisans, les employeurs et les propriétaires furent horrifiés par le carnage. L'une des victimes était John Lees, un ouvrier du textile d'Oldham et vétéran de la bataille de Waterloo, qui mourut de ses blessures le 7 septembre. Peu avant sa mort, il dit à un ami qu'il n'avait jamais été autant en danger qu'à Peterloo : « À Waterloo c'était un combat d'homme à homme mais ici il s'agissait véritablement de meurtres ». Lorsque les nouvelles du massacre commencèrent à se répandre, la population de Manchester et des districts alentour était horrifiée et révoltée. Il s'agissait du premier rassemblement public auquel un nombre important de journalistes de grands périodiques étaient présents et les nouvelles de l'événement atteignirent rapidement Londres, Leeds et Liverpool. Les journaux de Londres partagèrent l'horreur ressentie dans la région de Manchester et l'indignation dans tout le pays devint intense. Le nom de « Peterloo » fut immédiatement inventé par le journal radical Manchester Observer en combinant le nom du lieu de rassemblement de St Peter's Field avec la bataille de Waterloo ayant eu lieu quatre ans auparavant.
Le poète Percy Bysshe Shelley se trouvait en Italie à ce moment et il ne reçut pas les nouvelles du massacre avant le 5 septembre. Il écrivit immédiatement un poème intitulé The Masque of Anarchy et sous-titré Écrit à l'occasion du massacre à Manchester et il l'envoya pour qu'il soit publié dans le périodique radical The Examiner. Cependant, du fait des restrictions sur la presse radicale, le poème ne fut pas publié avant 1832. De nombreux objets commémoratifs comme des assiettes, des carafes, des foulards et des médailles furent produits avec l'image iconique de Peterloo : des cavaliers sabrant au hasard dans la foule sans défense.

### Politiques
L'effet immédiat de Peterloo fut une répression des réformateurs. Hunt et huit autres furent jugés aux Assises d'York le 16 mars 1820 pour sédition. Après deux semaines de procès, cinq des accusés furent reconnus coupables. Hunt fut condamné à 30 mois de prison à Ilchester ; Bamford, Johnson et Healey reçurent un an chacun et Knight fut emprisonné durant deux ans pour des charges similaires. La jurisprudence fut invoquée contre quatre membres de la Manchester Yeomanry aux Assises de Lancaster le 4 avril 1822 : les capitaines Birley et Withington, le clairon Meagher et le première classe Oliver. Tous furent acquittés car le tribunal avait jugé que leurs actions étaient justifiées par la dispersion d'un rassemblement illégal.

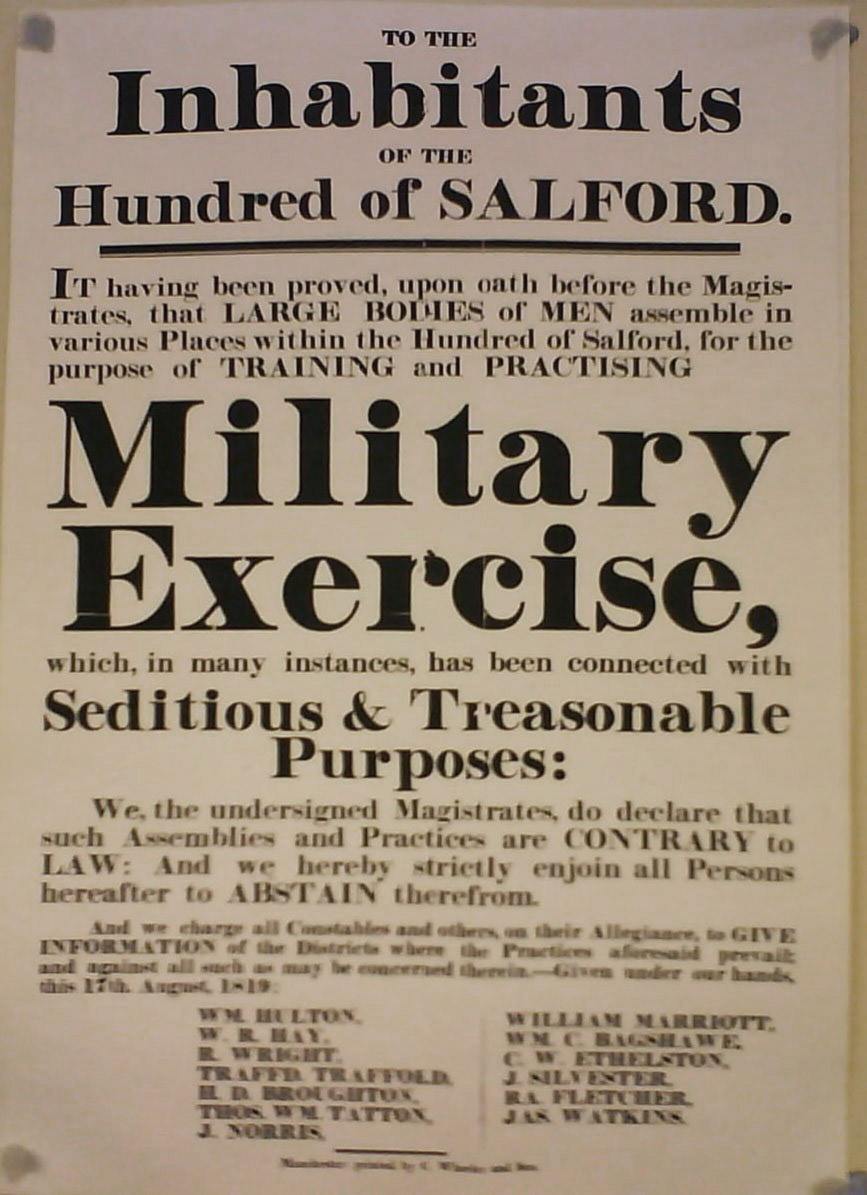
Affiche placardée le lendemain du massacre annonçant aux habitants de Salford que les exercices militaires sont punissables de haute trahison.

Le gouvernement déclara son soutien aux actions entreprises par les magistrats et l'armée. Les magistrats de Manchester organisèrent une réunion publique le 19 août pour que les résolutions soutenant l'action prises trois jours auparavant soient publiées. Archibald Prentice, un industriel radical qui devint par la suite rédacteur du The Manchester Times, organisa une pétition de protestation contre les violences de St Peter's Field et la validité de la réunion des magistrats. Au bout de quelques jours, il avait rassemblé 4 800 signatures. Néanmoins le secrétaire à l'Intérieur, Lord Sidmouth, transmit le 27 août aux magistrats les remerciements du régent George IV du Royaume-Uni pour leurs actions dans la « préservation de la paix publique ». Cette exonération publique engendra une violente colère et de nombreuses critiques. Durant un débat à Hopkins Street, Robert Wedderburn déclara que le « prince est un idiot avec sa Merveilleuse lettre de remerciements… Qu'est le prince régent ou le roi pour nous, nous ne voulons pas de roi — il ne nous sert à rien ». Dans une lettre ouverte, Richard Carlile écrivit :

« À moins que le prince n'appelle ses ministres à expliquer à a soulager son peuple, il devrait certainement être déposé pour laisser la place à une RÉPUBLIQUE en dépit de toutes les adhésions aux institutions anciennes et établies. »

Durant quelques mois après Peterloo, il semblait aux autorités que le pays se dirigeait vers une insurrection armée. Ils furent encouragés dans cette croyance par deux soulèvements évités à Huddersfield et à Burnley à l'automne 1819 et par la découverte d'une conspiration visant à faire exploser le siège du gouvernement durant l'hiver. À la fin de l'année, le gouvernement avait introduit une législation qui fut ensuite appelée les Six Acts pour interdire les rassemblements et les publications radicales et à la fin de l'année 1820 tous les réformateurs influents de la classe ouvrière étaient en prison et les libertés civiles avaient été réduites à un niveau encore inférieur à celui où elles étaient avant Peterloo. Pour l'historien Robert Reid, « il n'est pas extravagant de comparer la restriction des libertés des ouvriers britanniques de l'après-Peterloo au début du XIXe siècle avec celle des Noirs sud-africains dans la période de l'après-Sharpeville à la fin du XXe siècle ».
Une conséquence directe de Peterloo fut la création du The Manchester Guardian en 1821 par un groupe d'hommes d'affaires de Manchester non-conformistes — opposés aux décisions de l'Église d'Angleterre — mené par John Edward Taylor, un témoin du massacre. Le prospectus annonçant la nouvelle publication proclamait qu'il « appliquerait avec zèle les principes des libertés civiles et religieuses… défendrait ardemment la cause de la réforme… s'efforcerait d'assister dans la diffusion de principes justes d'économie politique… soutiendrait, sans égard aux partis les proposant, toutes les mesures utiles ».
Des événements comme le soulèvement de Pentridge, la marche des Blanketeers (chômeurs de l'industrie textile) et la manifestation de Spa Fields indiquèrent une plus grande demande pour des réformes économiques et politiques. Peterloo n'eut aucun effet sur la vitesse d'adoption de la réforme, mais toutes les demandes des réformateurs, à l'exception du parlement annuel, furent adoptées dans les années qui suivirent. À la suite du Reform Act 1832, la nouvelle circonscription électorale de Manchester élut ses deux premiers députés. Manchester devint un district municipal (district municipal) en 1837 et ce qui restait des droits féodaux furent rachetés par le conseil de ville.

## Commémoration
|                                                             |  |                                                                |
| Plaque bleue originale commémorant le massacre de Peterloo. |  | La plaque rouge de remplacement, dévoilée le 10 décembre 2007. |

Le Free Trade Hall, quartier général de la Ligue Anti-Corn Law, fut construit en partie comme un cénotaphe élevé en mémoire des victimes de Peterloo. Jusqu'en 2007 le massacre était commémoré par une plaque bleue sur le mur du bâtiment actuel, le troisième à occuper le site, de l'hôtel Radisson. Il était considéré comme un mémorial peu approprié car il rapportait l'incident comme ayant été une simple dispersion et les décès n'étaient pas mentionnés.
Dans une étude de 2006 réalisée par The Guardian, Peterloo arriva en seconde place après l'église de St. Mary's où furent organisés les débats de Putney comme événement de l'histoire britannique méritant le plus un mémorial convenable. Un groupe de pression fut créé pour qu'un mémorial convenable commémore l'événement qui a été décrit comme le Tian'anmen de Manchester.
En 2007, le conseil municipal décide de remplacer la plaque bleue par une plaque rouge donnant un rapport complet des événements de 1819. Elle est présentée le 10 décembre 2007 par le maire de la ville, Glynn Evans. Sous l'inscription « St. Peter's Fields : Le Massacre de Peterloo », la nouvelle plaque indique :

« Le 16 aout 1819, une manifestation pacifique de 60 000 réformateurs pro-démocratie hommes, femmes et enfants fut attaquée par des cavaliers armés entrainant 15 morts et 600 blessés. »

En 1968, en célébration de son centenaire, le Trades Union Congress demanda au compositeur britannique Malcolm Arnold d'écrire la Peterloo Overture. Les autres commémorations musicales incluent le Ned Ludd Part 5 du groupe de folk rock Steeleye Span sur l'album Bloody Men de 2006 et une série de cinq chansons écrites et enregistrées en 1973 puis incluses sur l'album Worst Enemies de 1992 du groupe de rock Tractor de Rochdale.